# Liste der Botschafter der Vereinigten Staaten in Jamaika

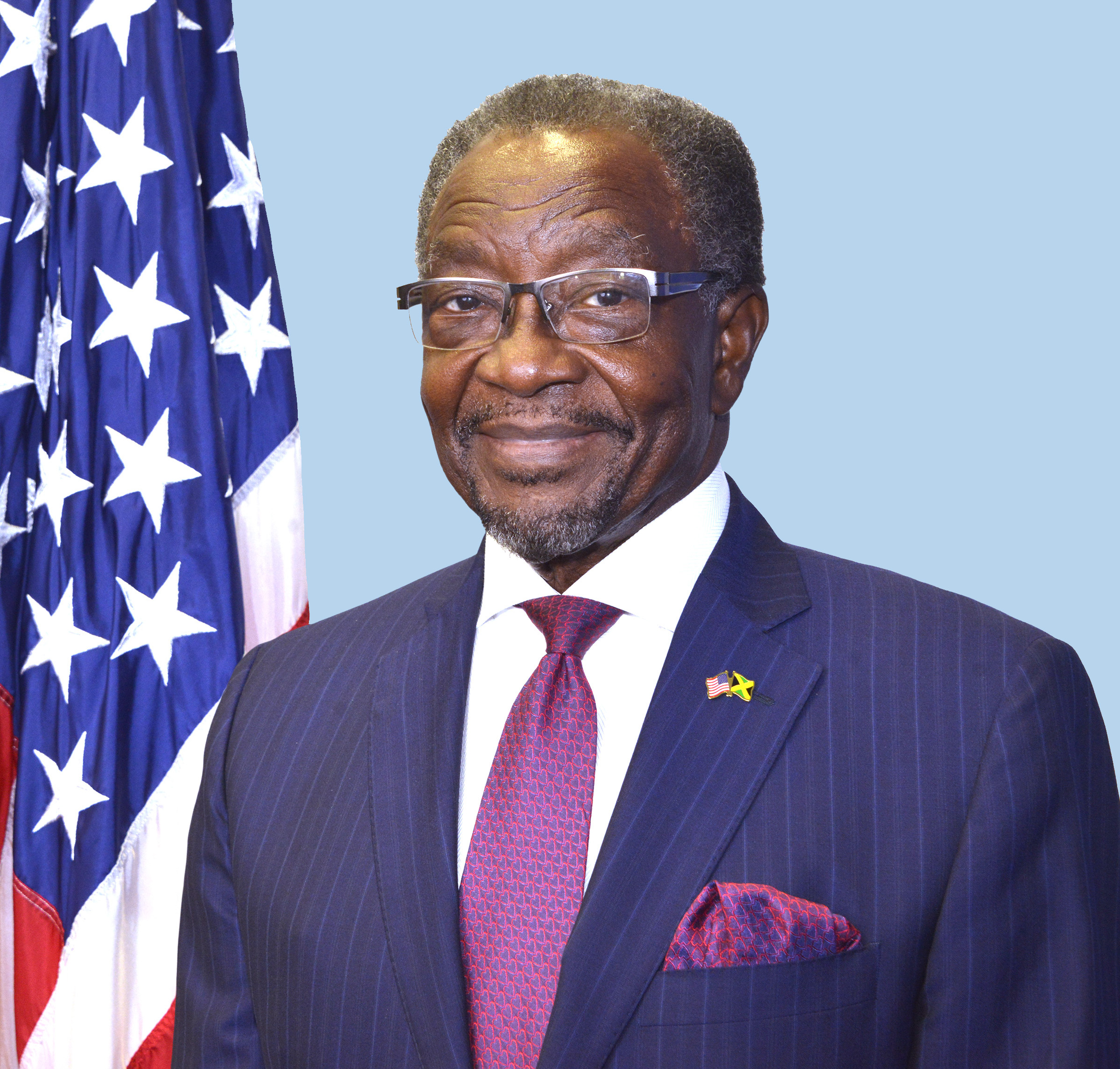
N. Nick Perry, derzeitiger Botschafter in Jamaika

Der Botschafter der Vereinigten Staaten von Amerika in Jamaika ist der Botschafter der Vereinigten Staaten von Amerika in Jamaika.

## Botschafter in Jamaika
| Amtszeit  | Name                          | Bemerkung                    |
| --------- | ----------------------------- | ---------------------------- |
| 1962–     | Irving Gottlieb Cheslaw       | Chargé d’Affaires ad interim |
| 1962–1964 | William Charles Doherty       |                              |
| 1965–1967 | Wilson Thomas Moore Beale Jr. |                              |
| 1967–1969 | Walter Nathan Tobriner        |                              |
| 1969–1973 | Vincent William de Roulet     |                              |
| 1974–1977 | Sumner Gerard                 |                              |
| 1977–1978 | Frederick Irving              |                              |
| 1979–1982 | Loren E. Lawrence             |                              |
| 1982–1985 | William Alexander Hewitt      |                              |
| 1985–1989 | Michael Sotirhos              |                              |
| 1989–1993 | Glen A. Holden                |                              |
| 1993–1994 | Lacy A. Wright                | Chargé d’Affaires ad interim |
| 1994–1997 | Jerome Gary Cooper            |                              |
| 1998–2001 | Stanley Louis McLelland       |                              |
| 2001–2005 | Sue McCourt Cobb              |                              |
| 2005–2009 | Brenda LaGrange Johnson       |                              |
| 2010–2013 | Pamela E. Bridgewater Awkward |                              |
| 2013–2015 | Elizabeth Lee Martinez        | Chargé d’Affaires ad interim |
| 2015–2017 | Luis G. Moreno                |                              |
| 2017–2019 | Eric Khant                    | Chargé d’Affaires ad interim |
| 2019–2021 | Donald R. Tapia               |                              |
| 2022–     | N. Nick Perry                 |                              |